# 10462 Saxogrammaticus
10462 Saxogrammaticus è un asteroide della fascia principale. Scoperto nel 1979, presenta un'orbita caratterizzata da un semiasse maggiore pari a 2,2408941 UA e da un'eccentricità di 0,2044903, inclinata di 6,61426° rispetto all'eclittica.